# Petrovice, Hradec Králové
Petrovice là một làng thuộc huyện Hradec Králové, vùng Královéhradecký, Cộng hòa Séc.